# San Andrés (ort i Honduras, Departamento de Lempira, lat 14,22, long -88,55)
San Andrés är en ort i Honduras.   Den ligger i departementet Departamento de Lempira, i den västra delen av landet, 150 km väster om huvudstaden Tegucigalpa. San Andrés ligger 1 721 meter över havet och antalet invånare är 10 472.
Terrängen runt San Andrés är kuperad åt nordost, men åt sydväst är den bergig. Runt San Andrés är det ganska tätbefolkat, med 60 invånare per kvadratkilometer. Närmaste större samhälle är Piraera, 18,9 km sydost om San Andrés. 